# Bulbophyllum teretifolium
Espèce
Bulbophyllum teretifolium Schltr.est une espèce de plantes à fleurs de la famille des Orchidaceae. C'est une orchidée endémiques du Cameroun décrite par Rudolf Schlechter. L'épithète teretifolium fait référence à la forme cylindrique des feuilles.

## Description
C'est une épiphyte.
Les fleurs mesurent environ 10 cm et sont de couleur blanc, bordeaux et rouge et tachetées. Cette orchidée fleurit au printemps.